# Stichvilla

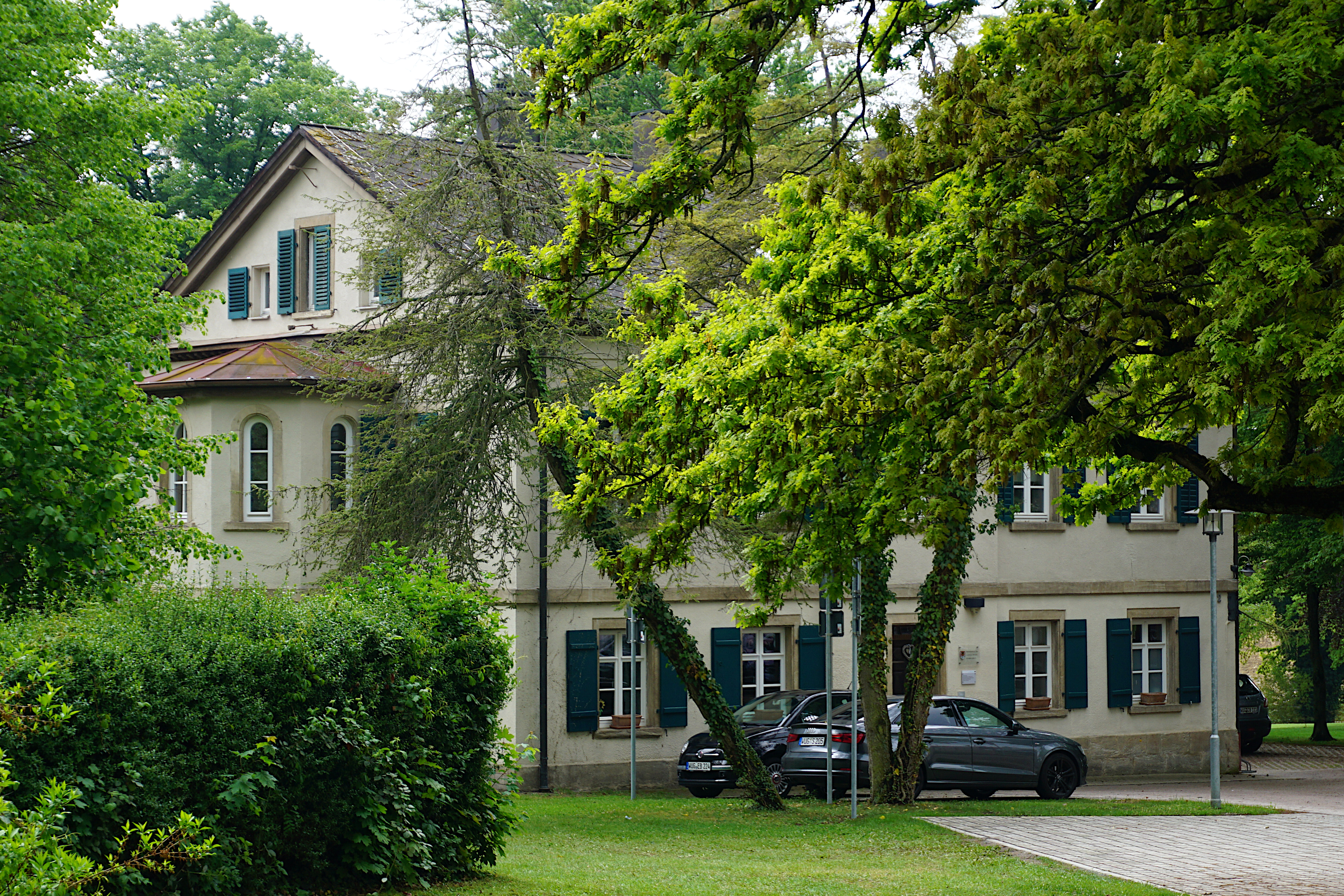
Stichvilla im Mai 2020

Die Stichvilla ist eine Gartenvilla in der mittelfränkischen Kreisstadt Weißenburg in Bayern. Das Gebäude mit der Adresse Eichstätter Straße 12 ist unter der Denkmalnummer D-5-77-177-128 als Baudenkmal in die Bayerische Denkmalliste eingetragen.
Die Stichvilla befindet sich innerhalb des 1,3 Hektar großen und ebenfalls denkmalgeschützten Stichvillenparks, der 1883 als englischer Garten angelegt wurde. Im Westen wird der Villenpark vom Seeweiher begrenzt. Die Stichvilla entstand im Auftrag von Friedrich Tröltsch nach den Plänen von Carl Bandel anstelle eines Gartenhäuschens 1831, wie andere Villen in Weißenburg auch, als die reicheren Bürger, vor allem Industrielle, im 19. Jahrhundert aus der dichtbesiedelten Innenstadt auszogen, um vor den Toren der Stadt zu leben. Das klassizistische Gebäude ist ein zweigeschossiger Zweiflügelbau mit Satteldach sowie einem kleinen eingeschossigen Anbau aus dem Jahr 1880 und mit Erweiterungen aus dem Jahr 1883. Die Villa hieß über viele Jahre Villa Friedenau. Seinen heutigen Namen erhielt die Villa von seinem langjährigen Eigentümer Dr. Eduard Stich. Nach seinem Tod erwarb 1938 die Stadt Weißenburg das Gebäude.
Die letzte Sanierung der Stichvilla fand in den 1970er Jahren statt. Ende Februar 2012 gab es weitere Umbauten. Im September 2012 bezog eine Kinderkrippe mit 15 Plätzen das Gebäude. Zuvor befand sich hier der Seniorenclub der Arbeiterwohlfahrt.